# Фальшивые авизо
Фальшивые авизо — поддельные платёжные документы.
В России в начале 1990-х годов было распространено мошенничество с их использованием, ущерб от которого для экономики оценивается в триллионы рублей.
Возможность проведения афер с участием фальшивых авизо появилась при реструктуризации банковской системы, в частности, когда начали создаваться расчётно-кассовые центры (РКЦ) ЦБ РФ. Деньги, похищенные таким образом, проводились через цепочки фирм-«однодневок». Расследование по этим делам велось в 1990-х годах, но тогда практически не дало результатов.
Особым промыслом изготовление фальшивых авизо было в Чечне. По этим авизо было получено более 4 трлн рублей.
Парламентская комиссия подвергла критике деятельность Центробанка, заявив, что организованная им структура расчётно-кассовых центров разорвала связь между реальным отправителем денег и их получателем, создав своеобразную «чёрную дыру».

## Описание мошенничества в России
Мошенники договаривались с работником какого-либо банка, чтобы он напечатал авизо на некоторую сумму и отправил его в Центральный банк или один из «спецбанков», к числу которых относились Промстройбанк, Соцбанк и Агропромбанк, после чего оставалось лишь получить деньги. Поскольку клиринг в банках проводился с периодичностью в месяц, квартал или год, то у мошенников, как правило, имелось достаточно времени, чтобы потратить или спрятать похищенные деньги. Банковская система советского образца оказалась не готова к такой элементарной махинации.
Бывший депутат и предприниматель Артём Тарасов так вспоминал схему обналичивания денег через «чеченские авизо», осуществлённую, по словам предпринимателя, представителем грозненского филиала «Истока» Асланом Дидиговым:

Однажды Дидигов заехал ко мне в гости в Лондон. Он уже купил себе греческий паспорт и путешествовал по миру, «наварив» очень большой капитал на афере с чеченскими авизо, которые были инструкциями Центробанка на выдачу наличных денег, только поддельными.
Я тогда впервые услышал о чеченских авизо, и Дидигов мне объяснял:
— Артём, это же так просто! Мы пишем бумажку, она идёт в банк. Получаем два грузовика наличных и везём их прямо домой, в Грозный.
— Артём Тарасов. «Миллионер»
Журнал «Коммерсантъ» описывал мошенничество следующим способом:

Кредитовое авизо — платёжный документ, на основании которого на корсчет банка зачисляется указанная в нём сумма.
Как сообщили в ЦБ, отбор фальшивых кредитовых авизо был произведён в ГРКЦ ЦБ в середине мая представителями МВД Чеченской Республики. Оказалось, что за апрель—май московский ГРКЦ по поддельным документам зачислил на корсчета российских банков в адрес их клиентов около 30 млрд руб. По оценкам специалистов, бланки авизовок, использованных для перечисления фиктивных сумм, первоначально принадлежали либо бывшим спецбанкам Чечни, либо местным отделениям РКЦ. По-видимому, их появление в России произошло при непосредственном участии работников этих структур.

По имеющейся информации, схема использования фальшивых авизовок была довольно проста: в московское предприятие приходил «гонец» с незаполненным бланком авизо и предлагал за определённый процент наличности перевести на банковский счёт предприятия гораздо большие безналичные суммы. Естественно, что при этом в поле зрения чеченских «финансистов» попадали, как правило, клиенты тех банков, которые имели возможность оперировать значительными наличными средствами. — «Новое блюдо ЦБ: авизо по-чеченски» Журнал «Коммерсантъ», № 123 (123) от 08.06.1992

## Хронология
В декабре 1992 года сотрудниками отдела управления по борьбе с экономическими преступлениями был задержан гражданин, который перевёл на расчётный счёт своей фирмы 500 миллионов рублей по фальшивому кредитному авизо. Авизо поступило из махачкалинского банка «Месед», учреждённого объединением дагестанских кооперативов. В 1992 году велось расследование похищения более 1 млрд руб. с помощью фальшивых авизо из Московского индустриального банка.
Всего, по данным газеты «Коммерсантъ», за 1992 год из Центробанка было похищено более 600 млрд руб. В пресс-релизе Главного управления Центрального банка России по Москве от 13 сентября 1995 года говорилось, что «с декабря 1992 года по сентябрь 1995 года в московских РКЦ было выявлено около 2900 фальшивых авизо на общую сумму более 800 млрд рублей».
По данным МВД от 1995 года, в 1992 году было заведено 328 уголовных дел, ущерб по которым составил свыше 94 млрд руб.; в 1993 году — 469 дел с ущербом 148 млрд руб.; в 1994 году — 120 дел с ущербом в 175 млрд руб. Только Следственный комитет МВД РФ в 1992—1994 годах расследовал 11 уголовных дел, по которым проходило 2393 фальшивых авизо на сумму свыше 113 млрд руб. В обналичивании похищенных сумм участвовало 892 банка и 1547 предприятий в 68 регионах России.
Фальшивые авизо широко использовали чеченские организованные преступные группировки (в частности, Лазанская ОПГ) и представители криминально-сепаратистского режима Джохара Дудаева. По данным МВД, за 1992—1994 годы из девяти чеченских банков поступило 485 фальшивых авизо на сумму 1 трлн рублей. Было возбуждено 250 уголовных дел по факту использования 2,5 тыс. фальшивых авизо на сумму более 270 млрд рублей. Как говорил сам Дудаев, он «отправлял разные бумажки, а взамен ему привозили самолёты с мешками денег». В книге «Крестный отец Кремля», посвященной деятельности Бориса Березовского, Пол Хлебников останавливается на сотрудничестве предпринимателя с чеченскими преступными группировками и, в частности, раскрывает механизм махинаций с т. н. «чеченскими» авизо в 1992-93 гг. По данным П.Хлебникова, к аферам с фальшивыми авизо также были причастны сотрудничавшие с Б.Березовским братья Черные.
В 1995 году МВД расследовало деятельность компании Trans-CIS, связанной с братьями Чёрными, которая получила первые деньги через банки в Чечне. Однако затем было обнаружено, что архивы Центробанка в Грозном подверглись целенаправленному уничтожению в ходе боевых действий во время чеченского конфликта 1994—1996 годов.
Как отмечал журнал «Огонёк», за 1991—1992 годы в Чечню было вывезено 400 млрд рублей наличными: «физически эта масса денег имела такие объём и вес, что их вывозили из московских банков мешками на грузовиках — тысячами мешков… Эти деньги действительно вывезли в Чечню на пассажирских самолётах „Аэрофлота“ и скорых поездах „Москва — Грозный“». В аналитической справке МВД от 1995 года по поводу фальшивых авизо приводились данные, что «к уголовной ответственности привлечено 417 человек, из них 99 русских, 151 чеченец, 26 ингушей».
В 2009 году, после попытки хищения денег из «Пенсионного Фонда РФ», о «чеченских авизо» вспоминала «Российская газета»:
Если помните, то в самом начале 90-х годов большое распространение получили такие липовые банковские поручения. Их использовали чеченские боевики и таким образом получали миллионы и миллиарды. Всего с 1992 года по 1994-й из чеченских банков поступило 485 фальшивых авизо на сумму больше, чем триллион рублей. Обналичивали эти деньги почти 900 банков и две тысячи компаний по всей стране.
Попытка хищения в ноябре 2009 года 1,25 млрд рублей под видом Пенсионного фонда Российской Федерации посредством использования фальшивых авизо по истечении почти года раскрыта.
В 2018 году миллиардер, бывший совладелец и председатель Росевробанка Сергей Гришин направил властям США серию видеообращений, в которых заявляет, что это он придумал и реализовал схему с фальшивыми авизо и ряд других крупных мошенничеств в России, позволивших, по его выражению, «практически довести банковскую систему России до коллапса в 1990-х», и просит предоставить ему гражданство США.
Юрий Щекочихин в своей книге «Забытая Чечня: страницы из военных блокнотов» пишет:
Да взять те же фальшивые авизовки, которые принесли России ущерб на два триллиона рублей в ценах 92-го года. Их называют «чеченскими», но, уверен, невозможно было бы провести эту операцию без российских, московских банковских структур. Да и люди, которые сейчас официально проходят по этому уголовному делу, живут — или жили — отнюдь не в Грозном и носят ну совсем чеченские фамилии: Горшков, Костючков…

## Меры борьбы с фальшивыми авизо в России
С июня 1992 ЦБ РФ боролся с хищениями, устанавливая более строгие правила проверки поступающих авизо и запроса подтверждающих документов, а также запретив расчеты с учреждениями Банка Чечни. Одновременно МВД начало расследование в рамках дела № 81015/81664.

Как вспоминает первый зампред ЦБ РФ Арнольд Войлуков: 
Вначале мы каждое такое авизо передавали в следственные органы, потом они пошли таким потоком, что мы только успевали записывать данные о них. И передавали дела в милицию целыми списками.
Параллельно разрабатывались технические меры борьбы с мошенничеством. Так, по воспоминаниям Анатолия Клепова, возглавляемое им НПМГП «Анкорт» разработало и внедрило с августа 1992 по февраль 1993 криптографическую систему по защите телеграфных авизо в 1800 расчётно-кассовых центрах ЦБ РФ. Михаил Масленников в автобиографической книге «Криптография и свобода» описывает, как для этих целей были поставлены шифраторы «Электроника МК-85С», а также разработано программное обеспечение «Криптоцентр-авизо» для ПК, имитировавшее работу шифраторов.

По воспоминаниям Арнольда Войлукова: 
В декабре 1992 года я пригласил к себе директора ФАПСИ генерала А. В. Старовойтова. К тому времени мы нашли способ защиты расчётов, но фапсишники никак не давали заключения на его внедрение, просили год или, в крайнем случае, два для анализа представленного решения. Я не выдержал и заявил: «Заносим в протокол, что ФАПСИ отказывается делать заключение и мы запускаем работу без их разрешения. Фальшивки идут ежедневно, скоро мы страну посадим в долговую яму!» В результате дело сдвинулось с мёртвой точки. <...>
Для окончательного разрешения спора арбитром тогда была назначена Гостехкомиссия России, которая, проанализировав претензии, высказанные ФАПСИ, пришла к выводу, что Госстандарт России имеет полное право сертификации. Так, мы без ФАПСИ и обошлись. Во второй половине 1993 года проблема фальшивых авизо была решена.
В сентябре 1993 сообщалось о внедрении в РКЦ Москвы системы ЭЦП «Блиц», обеспечивающей персональную ответственность подписавшего авизо сотрудника за его достоверность, а также о конкурирующей разработке ФАПСИ.

## Оценки ущерба в России
Как отметил председатель Счётной палаты России Сергей Степашин, «ущерб от махинаций с фальшивыми авизо эквивалентен сумме тогдашних невыплат шахтерам, предприятиям ВПК, военным, учителям», «деньги от фальшивых авизо, помимо финансирования „респектабельной“ деятельности по созданию криминализированных банков, шли на содержание „киллерских“ команд, подкуп чиновников, нечистоплотные сделки по приобретению производственных мощностей». По его мнению, махинации с фальшивыми авизо послужили причиной криминализации банковской системы.
По оценке бывшего главы МВД Рашида Нургалиева, ущерб от операций с фальшивыми авизо составил триллионы рублей. Как заявил член комитета по безопасности Госдумы Николай Леонов, использование фальшивых авизо способствовало захвату отраслей промышленности России. В качестве примера Леонов назвал установление контроля к середине 1990-х над чёрной и цветной металлургией братьями Михаилом и Львом Черными. В материалах Следственного комитета МВД отмечалось, что братья Черные расплачивались за металл деньгами, обналиченными по фальшивым авизо, в уголовных делах называлась сумма в размере более 10 млрд рублей (около 500 млн долларов).